# Чернотелки
Чернотелките (Tenebrionidae) са семейство насекоми от разред Бръмбари (Coleoptera).
Таксонът е описан за пръв път от Пиер-Андре Латрей през 1802 година.

## Подсемейства
- Alleculinae
- Blaptinae
- Coelometopinae
- Cossyphodinae
- Diaperinae
- Kuhitangiinae
- Lagriinae
- Nilioninae
- Palorinae
- Phrenapatinae
- Pimeliinae
- Stenochiinae
- Tenebrioninae
- Zolodininae